# Sam Bell
Samuel John Bell (Bristol, 23 maggio 2002) è un calciatore inglese, attaccante del Bristol City.

## Carriera

### Club
Cresciuto nel settore giovanile del Bristol City, nel 2018-2019 è stato prestato al Clevedon Town e l'anno successivo allo Yate Town, nelle divisioni amatoriali del calcio inglese.
Il 5 dicembre 2020 ha debuttato in prima squadra nell'incontro di Championship perso 1-0 contro il Birmingham City.
Il 2 novembre 2021 è stato nuovamente ceduto in prestito, questa volta al Grimsby Town in National League, ma è stato richiamato nel gennaio successivo. Ha segnato il suo primo gol con il Bristol il 17 gennaio successivo in FA Cup contro lo Swansea City.

### Nazionale
Ha giocato nella nazionale inglese Under-20.

## Statistiche

### Presenze e reti nei club
Statistiche aggiornate al 25 novembre 2023.
| Stagione            | Squadra         | Campionato      | Campionato | Campionato | Coppe nazionali | Coppe nazionali | Coppe nazionali | Coppe continentali | Coppe continentali | Coppe continentali | Altre coppe | Altre coppe | Altre coppe | Totale | Totale | Totale |
| Stagione            | Squadra         | Comp            | Pres       | Reti       | Comp            | Pres            | Reti            | Comp               | Pres               | Reti               | Comp        | Pres        | Reti        | Pres   | Reti   |        |
| ------------------- | --------------- | --------------- | ---------- | ---------- | --------------- | --------------- | --------------- | ------------------ | ------------------ | ------------------ | ----------- | ----------- | ----------- | ------ | ------ | ------ |
| 2018-2019           | Clevedon Town   | WFL             | 4          | 3          | FACup           | 0               | 0               |                    | -                  | -                  |             | -           | -           | 4      | 3      |        |
| 2019-2020           | Yate Town       | SFL             | 12         | 7          | FACup           | 0               | 0               |                    | -                  | -                  |             | -           | -           | 12     | 7      |        |
| 2020-2021           | Bristol City    | FLC             | 4          | 0          | FACup+CdL       | 1+0             | 0               |                    | -                  | -                  |             | -           | -           | 5      | 0      |        |
| ago.-nov. 2021      | Bristol City    | FLC             | 1          | 0          | FACup+CdL       | 0+1             | 0               |                    | -                  | -                  |             | -           | -           | 2      | 0      |        |
| nov. 2021-gen. 2022 | Grimsby Town    | NL              | 4          | 1          | FACup           | 0               | 0               |                    | -                  | -                  | FAT         | 1           | 0           | 5      | 1      |        |
| gen.-giu. 2022      | Bristol City    | FLC             | 4          | 0          | FACup+CdL       | 0               | 0               |                    | -                  | -                  |             | -           | -           | 4      | 0      |        |
| 2022-2023           | Bristol City    | FLC             | 24         | 3          | FACup+CdL       | 4+1             | 2+0             |                    | -                  | -                  |             | -           | -           | 29     | 5      |        |
| 2023-2024           | Bristol City    | FLC             | 17         | 4          | FACup+CdL       | 0+2             | 0               |                    | -                  | -                  |             | -           | -           | 19     | 4      |        |
| Totale carriera     | Totale carriera | Totale carriera | 70         | 18         |                 | 9               | 2               |                    | -                  | -                  |             | 1           | 0           | 80     | 20     |        |